# Уроки литературы (фильм, 1938)
«Уроки литературы» (яп. 綴方教室 цудзириката кёсицу англ. Composition Class) — японский чёрно-белый фильм-драма, поставленный на основе биографического эссе пятнадцатилетней школьницы Масако Тоёты режиссёром Кадзиро Ямамото в 1938 году. «Уроки литературы» был одним из нескольких японских фильмов эпохи депрессии, касающихся вопроса о ценности образования. Среди других заметных работ этой тематики выделяют также фильмы «Камень на обочине» (1938, реж. Томотака Тадзака) и «Вся семья работает» (1939, реж. Микио Нарусэ).  «Уроки литературы» был одним из пяти фильмов, на съёмках которых у Кадзиро Ямамото начинал свою карьеру в качестве ассистента режиссёра молодой Акира Куросава.

## Сюжет
1938 год. Место действия — район Кацусика на северо-востоке Токио. 13-летняя Масако Тоёда (по прозвищу Маако) живёт со своими родителями и двумя братьями в скромном доме, который её семья едва может себе позволить. Бедствие обрушивается, когда отец получает письмо из суда, которое он не может прочитать — обычно для него читает Масако, но письма из суда ещё слишком сложны для школьницы. Семья в панике, так как они уже слышали от соседей, что кто-то пытается скупить этот участок и всех малоимущих жильцов выселить. Масако, возможно, придётся бросить школу и найти работу горничной, пока семья переедет к родственникам, у которых есть обувной магазин. Ничего этого не происходит, потому-что послание было всего лишь уведомлением о повышении квартплаты (а она и так уже не выплачивалась месяцами). 
Второй кризис случается, когда Масако увлечётся сочинениями для уроков литературы, поощряемые её школьным учителем. Преподаватель просит Масако быть как можно откровенней в своих эссе, так как, по его мнению, именно такой подход к детским сочинениям может развить у ребёнка неординарное мышление и творческие способности. Наблюдательная Масако в одном из своих эссе довольно откровенно прошлась по своим зажиточным соседям Умэмото, отметив что они не очень порядочны. Но случается так, что это сочинение с подачи учителя будет напечатано в одном из номеров местного журнала. Умэмото узнают об этом и, естественно, не довольны, что становится проблемой, так как отец Масако получает большую часть своей работы через господина Умэмото. 
Семейство Тоёда переносят свою нищету со стоицизмом и верят, что когда-нибудь плохие времена закончатся. Как и Масако — отец добрая душа, хотя и любит выпить иной раз, и его часто подводят и обманывают, у него даже украли велосипед, который был необходим ему для работы. Отец Масако — жестянщик, в эти и так трудные времена эпохи депрессии теряет работу и семье приходится жить на крохотное пособие. Тяжело и всем окружающим их соседям: тётушка Кимико, которая решила в эти трудные времена уехать к родственникам в сельскую местность, подарила перед отъездом Масако своих кроликов. Не сложилась жизнь тётушки и в обнищавшей деревне, а когда она с дочерью возвращается, то узнаёт, что её муж вступил в новый брак с гораздо более молодой женщиной. 
В какой-то момент, отчаявшаяся мать, похоже, приходит к решению продать Масако в дом гейш, где девочка, по крайней мере, будет сыта и одета в красивую одежду, и возможно даже её кто-то возьмёт замуж из состоятельных клиентов. Само собой разумеется, что Масако в панике и переживаниях от такой перспективы, но этого не случится, ибо отец наконец-то находит работу. Другие девочки из её класса по окончании начальной школы пойдут учиться в среднюю школу или университет. Масако отказывают в тех же возможностях по причине бедности её семьи, она тем не менее считает себя счастливой, получив работу на местной фабрике, что принесёт хоть какой-то дополнительный стабильный доход её семье. Она обязуется продолжать писать свои эссе, даже когда она с радостью думает о предстоящей работе и (возможно) более светлом будущем. 

## В ролях
- Хидэко Такаминэ — Масако Тоёда
- Мусэй Токугава — отец Масако
- Нидзико Киёкава — мать Масако
- Сиро Мидзутани — Мицуо, брат Масако
- Осаму Такидзава — школьный учитель
- Масару Кодака — Минору, брат Масако
- Ранко Акаги — жена учителя
- Масао Мисима[фр.] — господин Танно
- Норико Хонма — госпожа Танно
- Кумэко Отова — вторая жена г-на Танно
- Тэнё Ямагата — господин Умэмото
- Тосико Ито — госпожа Умэмото

## Премьеры
- — национальная премьера фильма состоялась 21 августа 1938 года[1].

## Награды и номинации
- Премия журнала «Кинэма Дзюмпо» (1939)

- Фильм выдвигался на премию «Кинэма Дзюмпо» в номинации за лучший фильм 1938 года, по результатам голосования занял 5-е место.